# Ophioblennius clippertonensis
Ophioblennius clippertonensis is een straalvinnige vissensoort uit de familie van de naakte slijmvissen (Blenniidae). De wetenschappelijke naam van de soort is voor het eerst geldig gepubliceerd in 1962 door Springer.